# Донн, Гавен
Сэр Гавен Джон Донн (англ. Sir Gaven John Donne 8 мая 1914, Крайстчерч, Новая Зеландия — 28 марта 2010, Роторуа, Новая Зеландия) — новозеландский судья и государственный деятель, представитель королевы Великобритании на Островах Кука (1982—1984), до 1982 года исполнял обязанности.

## Биография
Окончил Университет Виктории в Веллингтоне и Университет Окленда, получив юридическое образование. В 1938 году был принят в коллегию адвокатов, в 1958 году стал судьей.
- 1969—1972 годы — судья,
- 1972—1975 годы — председатель Верховного суда Самоа,
- 1975—1978 годы — главный судья островов Кука и Ниуэ, в 1978 году председательствовал на процессе, по результатам которого Альберт Генри был отстранен от власти по обвинению в фальсификации выборов.
- 1982—1984 годы — представитель королевы Великобритании на Островах Кука,
- 1985—1999 годы — председатель Верховного суда Науру, Тувалу и член апелляционного суда Кирибати.

С 1999 года в отставке.
В 1979 году королевой Елизаветой II он был посвящён в рыцари.